# Harald Skavlan
Harald Skavlan, född 19 juni 1854 i Herøy, Møre og Romsdal, död 11 juli 1908, var en norsk ingenjör, son till Aage Schavland, bror till Olaf, Sigvald och Aage Skavlan.
Skavlan studerade vid Chalmersska slöjdskolan i Göteborg och anställdes därefter vid Bergslagernas Järnvägar (BJ). Han verkade vid Rørosbanens drift 1876–91 och var därefter avdelningsingenjör vid Hamar-Ottabanen och Gjøvikbanen intill han 1898 anställdes som överingenjör vid Bergensbanens anläggande västanfjälls efter Thorbjørn Lekve. 
Skavlan företog med stipendium studieresor till amerikanska järnvägar i bergstrakter med svåra snöförhållanden. Byggandet av Bergensbanen nådde Krøderen innan Skavlans död och hela banan kunde öppnas i november 1909.